# Château de Vaux (Haute-Loire)
Le château de Vaux est un édifice situé à Saint-Julien-du-Pinet, en France.

## Localisation
Le château est situé sur le territoire de la commune de Saint-Julien-du-Pinet, non loin du hameau de Veyrines, dans le nord de la commune, dans le département  de la Haute-Loire, en région Auvergne-Rhône-Alpes.

## Description
Le donjon date de la fin du XIVe siècle. En 1653, le château passe à la famille Jourda de Vaux qui le possède encore (cf. le maréchal Noël Jourda de Vaux). À la fin du XIXe siècle, importante campagne de travaux : remodelage du parc par l'architecte Monnier, démolition des anciens bâtiments en 1893, puis reconstruction du château en 1893-1894 par l'architecte Martin et décor en 1895 par le peintre Mayoli.

## Historique
Le château est inscrit au titre des monuments historiques par arrêté du 24 mai 1996.

## Protection
Éléments protégés : le château, y compris les décors intérieurs des pièces suivantes : cuisine, salle à manger, bibliothèque, grand vestibule, escalier d'honneur, galeries, chapelle, salon gothique, salon des batailles, chambre aux salamandres, chambres rose et verte.